# Megastylus orbitator
Megastylus orbitator är en stekelart som beskrevs av Schiodte 1838. Megastylus orbitator ingår i släktet Megastylus och familjen brokparasitsteklar. Arten är reproducerande i Sverige. Utöver nominatformen finns också underarten M. o. canariensis.